# Papúa Nueva Guinea en los Juegos Olímpicos de Montreal 1976
Papúa Nueva Guinea estuvo representada en los Juegos Olímpicos de Montreal 1976 por seis deportistas masculinos que compitieron en tres deportes.
El equipo olímpico papú no obtuvo ninguna medalla en estos Juegos.